# 上皮细胞黏附分子
上皮细胞黏附分子（缩写EpCAM，也称为CD326，cluster of differentiation 326，分化簇326）是一种细胞表面跨膜醣蛋白，由人类2号染色体上的基因 EPCAM 编码，属于非钙依赖类细胞黏附分子，是上皮细胞的主要标志物。